# Viktor Suchodrev
Viktor Michajlovitj Suchodrev (ryska: Виктор Михайлович Суходрев), född 12 december 1932, död 16 maj 2014 i Moskva, var en sovjetisk tolk. Under kalla kriget arbetade han som personlig tolk åt Sovjetunionens ledare, från Nikita Chrusjtjov till Michail Gorbatjov.
Suchodrev kallades "tolkarnas kung" med tanke på uppdragets tyngd i samband med flera toppmöten mellan Sovjet och USA. Under sin karriär fick Suchodrev träffa sju amerikanska presidenter och han har själv påstått att ett uppdagat fel skulle ha inneburit sparken. President Richard Nixon litade på Suchodrevs kompetens och bedömde att närvaron av enbart en tolk var mån om att lätta på stämningen i samtalen med Leonid Brezjnev. Därför ignorerade han rådet att ha även en amerikansk tolk närvarande.
År 1999 utkom Suchodrevs memoarbok Jazyk moj - drug moj.